# Willi Papert
Willi Papert (* 2. April 1924 in Arnsdorf, Tschechoslowakei; † 23. Februar 1980 in Ravensburg) war ein deutscher Arrangeur, Dirigent, Komponist und Musiker.

## Leben
Von 1934 bis 1938 war Papert Sänger bei den „Dresdner Kapellknaben“, die ihren Nachwuchs traditionell im katholischen Böhmen rekrutierten. Mit seiner böhmischen Herkunft kokettierte er als Musiker zeitlebens, ohne sich jedoch auf böhmische Musik zu beschränken. In Dresden wurde sein musikalisches Fundament gelegt, das ihm später ermöglichen sollte, ohne förmliches Musikstudium als Arrangeur, Dirigent und Komponist tätig zu sein.
Auf den Besuch der Oberschule folgten Kriegsdienst in der Armeefunkzentrale an der Ostfront (Infanterie) und englische Kriegsgefangenschaft. Aus dieser entlassen gelangte er mit einem Kriegskameraden nach Oberreitnau, wo sich einige ehemalige Soldaten der Wehrmacht zu einer Varieté-Truppe formierten. Papert war nun für einige Zeit in Oberschwaben als Clown unterwegs. Als er sich eine Klarinette für eine Clownerie ausborgte, war er wieder bei seiner Berufung gelandet und ließ sich in Oberzell bei Ravensburg nieder. Als Dirigent des Musikvereins Oberzell machte er sich in Oberschwaben bald durch die Aufführung eigener Bearbeitungen für Blasorchester einen Namen: 1949 die Schubertmesse, 1954 die Ouvertüre zum „Barbier von Sevilla“. Trotz fortdauernder musikalischer Erfolge gelang es ihm aber nicht über die stets fragile Existenz eines freien Künstlers hinweg zu einer Festanstellung zu gelangen. Der Versuch von Hans Felix Husadel, ihn als seinen Nachfolger bei der Orchestergesellschaft Ravensburg zu installieren, blieb genauso Episode, wie die Position des Leiters der Blasmusikabteilung des Musikverlags Storz in Osterode (Harz).

## Dirigent
Als Dirigent galt Willi Papert als jovialer Musikkamerad, aber auch als Perfektionist der Intonation und Interpretation. Während seines Lebens dirigierte Papert die Musikvereine von Baienfurt (1975–1977), Berg (Schussental) (1953–1958, 1973–1977), Oberzell (1949–1960, 1961–1967), Schlier, Vogt und Waldburg – kommissarisch die städtischen Orchester Ravensburg und Weingarten. Ferner leitete er mehrere Tanzorchester: Die „Altdorfer Musikanten“, die Bauernkapellen Oberzell und Oberteuringen, die „Berger Dorfmusikanten“, die „Kapelle Rudi Merk“ in Edelhagen – Besetzung, die Tanzkapelle Oberzell, sowie an Chören den Liederkranz Baienfurt und den Postchor Ravensburg.

## Ehrungen und Nachleben
Willi Papert war Ehrendirigent der Musikvereine Berg und Oberzell (1976) und Bezirksdirigent des Blasmusikkreisverbandes Ravensburg, dessen goldene Ehrennadel er 1979 erhielt. Anlässlich seines Todes wurde er als einer charakterisiert, der dazu beigetragen habe, dass Volksmusik zur Erfolgsmusik wurde. Die Gemeinde Berg hat ihm eine Straße gewidmet: Den „Papertweg“. 2009 folgte die Ortschaft Taldorf diesem Beispiel und würdigte seine Verdienste ebenfalls durch eine Straßenbenennung: die „Willi-Papert-Straße“ in Oberzell.

## Werke (Auswahl)
Papert schuf 20 eigene Kompositionen und annähernd 500 Arrangements, als seine wichtigen Vorbilder gelten Bert Kämpfert und Ernst Mosch, unbeeindruckt war er sicher auch nicht von Hans Felix Husadel.

### Kompositionen für Blasorchester
- Bergfest-Marsch
- Fannerl Polka
- Fasnet-Schlager 1955
- Flying-Condor Konzertmarsch
- Gerstensaft-Walzer
- Gruß der Heimat Marsch
- Hubertusmesse
- Hugonetten-Marsch
- Im Rampenlicht Medley
- Mehlsack Polka
- Oberzeller Narrenmarsch
- Traminer Schützenmarsch
- Unter goldener Krone  Konzertmarsch
- Unter der Dorflinde Serenade

### Arrangements für Blasorchester
- 1001 Nacht Intermezzo
- American Patrol
- Ave Maria no morro
- Bis bald auf Wiedersehen
- Blues Time Medley
- Cherry Pink Medley
- Die Fischerin vom Bodensee
- Evergreen Parade 5 Medley
- Fliegermarsch
- Flotte Musikanten Marsch
- Freundschaftsgrüße Marsch
- Happy Sound
- Heimat Deine Sterne
- Heimweh
- Klarinettenkonzert Jan van der Vaart
- La Novia
- La Paloma
- Mexico
- Mit Musik geht alles besser
- Piccadilly Street Medley
- Posaunenulk Walzer
- Rosemarie Polka
- S'is Feieromd
- Tanzparty Berlin
- Toselli-Serenade
- Wild Cat Blues

## Zitat aus einem Wertungsspielbericht von 1954
„Der Leiter der Kapelle hat mit einer neuartigen Besetzung einen Versuch unternommen, für den man ihm im Interesse der Weiterentwicklung unserer Volksmusik zu großem Dank verpflichtet ist. Er ist vermutlich davon ausgegangen, alle Volksmusik treibenden Kräfte einer Gemeinde in einem Orchester zusammenzufassen, um die oft vorhandenen verschiedenen Gruppen zu einem nutzbringenden Ganzen zu formen. Der Gedanke ist ohne Zweifel gut. Auf diese Weise kommen die Saxophone und Akkordeons, die möglicherweise in einer Gemeinde sind oder benötigt werden, in eine nützliche Verwendung. Der Bearbeiter hat den „Barbier“ sehr geschickt für seine Besetzung eingerichtet. Auch die Ausführung war sehr ordentlich. Einige wenige bedeutende Ausstellungen sind in der Partitur vermerkt. Das Wertungsgericht wird die zukünftige Entwicklung dieser neuartigen Besetzung mit großem Interesse verfolgen.“